# Oberoende olympiska deltagare i olympiska sommarspelen 1992
Vid olympiska sommarspelen 1992 i Barcelona, Spanien, deltog idrottare från Makedonien och FR Jugoslavien (Serbien och Montenegro) som oberoende olympiska deltagare. Makedonien kunde inte tävla under sin egen flagga eftersom deras NOC inte hade utvecklats ännu. FR Jugoslavien var sanktionerat av FN, vilket gjorde att det inte kunde ställa upp i olympiska spelen, men de jugoslaviska idrottarna fick tillåtelse att tävla som oberoende olympiska deltagare.

## Medaljer
Tre Idrottare tog medalj vid spelen, samtliga i skytte:

### Silver
- Skytte
  - 10 m luftpistol: Jasna Šekarić

### Brons
- Skytte
  - 10 m luftgevär: Aranka Binder
  - 50 m gevär: Stevan Pletikosić

## Trupp
- Bordtennis
  - Jasna Fazlić-Lupulesku-Reed
  - Slobodan Grujić
  - Zoran Kalinić
  - Ilija Lupulesku
  - Gordana Perkučin
- Brottning
  - Zoran Šorov
  - Zoran Galović
  - Miloš Govedarica
  - Pajo Ivošević
  - Goran Kasum
  - Milan Radaković
  - Senad Rizvanović
  - Nandor Sabo
  - Željko Trajković
- Cykling
  - Radiša Čubrić
  - Mićo Brković
  - Aleksandar Milenković
  - Dušan Popeskov
  - Mikoš Rnjaković
- Friidrott
  - Suzana Ćirić
  - Slobodan Branković
  - Dejan Jovković
  - Tamara Malešev
  - Elizabeta Pavlovska
  - Dragan Perić
  - Slobodan Popović
  - Dragutin Topić
  - Stevan Zorić
- Fäktning
  - Tamara Šavić-Sotra
- Judo
  - Miroslav Jočić
  - Leposava Marković
  - Mitar Milinković
  - Dano Pantić
- Kanotsport
  - Milan Đorđević
  - Srđan Marilović
  - Lazo Mildevich
  - Lazar Popovski
  - Žarko Vekić
- Konstsimning
  - Maja Kos
  - Vanja Mičeta
  - Marija Senica
- Rodd
  - Vladimir Banjanac
  - Lazo Pivač
- Rytmisk gymnastik
  - Majda Milak
  - Kristina Radonjić
- Simning
  - Darija Alauf
  - Kire Filipovski
  - Mladen Kapor
  - Nataša Meškovska
- Skytte
  - Jasna Šekarić
  - Aranka Binder
  - Stevan Pletikošić
  - Aleksandra Ivošev
  - Goran Maksimović
  - Lidija Mihajlovic
  - Nemanja Mirosavljev
  - Eszter Poljak
- Tennis
  - Srđan Muškatirović

## Bordtennis
- Ilija Lupulesku
- Zoran Kalinić
- Slobodan Grujić
- Jasna Fazlić-Reed
- Gordana Perkučin

## Brottning
Bantamvikt, fristil
- Zoran Šorov
  - Pool A
    - Förlorade mot Jürgen Scheibe (GER) (2-6)
    - Förlorade mot Rumen Pavlov (BUL) genom fall

  - 7:a i poolen, gick inte vidare

Grekisk-romersk stil
- Senad Rizvanović
- Zoran Galović
- Nandor Sabo
- Željko Trajković
- Goran Kasum
- Pajo Ivošević
- Miloš Govedarica
- Milan Radaković

## Cykling
Herrarnas linjelopp
- Aleksandar Milenković — +0:35 (→ 42:a plats)
- Radiša Čubrić — +9:53 (→ 78:e plats)
- Mikoš Rnjaković — Fullföljde inte

Herrarnas lagtempolopp
- Mićo Brković, Aleksandar Milenković, Mikoš Rnjaković, Dušan Popeskov
  - 2:14:37 → 18:e plats

Herrarnas poänglopp
- Dušan Popeskov
  - Omgång 1 — Fullföljde inte

## Friidrott
Herrarnas 200 meter
- Dejan Jovković
  - Kval — 21,77 (→ gick inte vidare)

Herrarnas 400 meter
- Slobodan Branković
  - Kval — 46,34
  - Kvartsfinal — 45,90 (→ gick inte vidare)[1]

Herrarnas 800 meter
- Slobodan Popović
  - Kval — 1:49,69 (→ gick inte vidare)

Herrarnas höjdhopp
- Dragutin Topić
  - Kval — 20,26 m
  - Final — 2,28 m (→ 9th place)

- Stevan Zorić
  - Kval — 20,15 m (→ gick inte vidare)

Herrarnas kulstötning
- Dragan Perić
  - Kval — 20,24 m
  - Final — 20,32 m (→ 7:e plats)

Damernas 100 meter häck
- Elizabeta Pavlovska
  - Kvalheat — 14,26 (→ gick inte vidare)

Damernas 10 000 meter
- Suzana Ćirić
  - Kvalheat — 33:42,26 (→ gick inte vidare)

Damernas längdhopp
- Tamara Malešev
  - Kval — 6,35 m (→ gick inte vidare)

## Fäktning
Damernas florett
- Tamara Savić-Šotra → 31:a plats

## Gymnastik
Rytmisk
Damernas individuella mångkamp, rytmisk
- Majda Milak
  - Kval — 35,675 poäng (Ring - 9,100 poäng, tunnband - 9,000 poäng, käglor - 8,600 poäng, boll  - 8,975 poäng) (32:a totalt, gick inte vidare)

- Kristina Radonjić
  - Kval — 35,600 poäng (Ring - 9,000 poäng, tunnband - 8,700 poäng, käglor - 8,800 poäng, boll  - 9,100 poäng) (33:a totalt, gick inte vidare)

## Judo
Herrarnas lättvikt
- Miroslav Jočić

Herrarnas halv tungvikt
- Dano Pantić

Herrarnas tungvikt
- Mitar Milinković

Damernas extra lättvikt
- Leposava Marković

## Kanotsport
Herrarnas K-1 500 m
- Žarko Vekić
  - Kvalheat — 1:51,44
  - Återkval - 1:55,32 (→ gick inte vidare)

Herrarnas K-1 1000 m
- Srđan Marilović
  - Kvalheat — 3:50,02
  - Återkval - 3:45,52 (→ gick inte vidare)

Herrarnas K-2 1000 m
- Srđan Marilović och Žarko Vekić
  - Kvalheat — 3:31,69
  - Återkval - 3:38,17 (→ gick inte vidare)

Herrarnas K-1 slalom
- Lazar Popovski
  - 123,82 (Åk 1: 2:03.82, 0 poäng, Åk 2: 2:05,72, 10 poäng, 34:e plats)

- Milan Đorđević
  - 156,28 (Åk 1: DNF, 0 poäng, Åk 2: 2:26,28, 10 poäng, 39:e plats)

Herrarnas C-1 slalom
- Lazo Miloević
  - 170,22 (Åk 1: DNF, 55 poäng, Åk 2: 2:35,22, 15 poäng, 31:e plats)

## Konstsim
- Marija Senica
- Maja Kos
- Vanja Mičeta

## Rodd
Herrarnas tvåa utan styrman
- Vladimir Banjanac och Lazo Pivač
  - Heat: 7:08,35 (5:a heat 1, gick vidare till återkval)
  - Återkval: 6:54,76 (3:a i återkvalet, gick vidare till C-final)
  - C-final: 6:44,52 (2:a i C-finalen, 14:e totalt)

## Tennis
Herrsingel
- Srđan Muškatirović
  - Första omgången: Förlorade mot Jaime Oncins från Brasilien 2:3 (6:7, 6:4, 1:6, 6:4, 1:6)